# Hercule Poirot în literatură
Acesta este un subarticol al articolului: Hercule Poirot.
Acest articol detaliazǎ toate romanele și nuvelele în care apare detectivul fictiv Hercule Poirot.

## În ordinea publicației
În paranteză sunt menționate titlurile originale (câteodată și titluri sub care au fost publicate mai târziu) și anii publicației.

Colecțiile de povestiri scurte sunt indicate prin "cps".
- Misterioasa afacere de la Styles (The Mysterious Affair at Styles, 1920)
- Crimă pe terenul de Golf (Murder on the Links, 1923)
- Poirot investighează (Poirot Investigates, 1924, cps)
- Uciderea lui Roger Ackroyd  / Cine l-a ucis pe Roger Ackroyd (The Murder of Roger Ackroyd, 1926)
- Cei patru mari (The Big Four, 1927)
- Misterul Trenului Albastru (The Mystery of the Blue Train, 1928)
- Cafea neagră (Black Coffee, piesa de teatru in 1930 iar cartea in 1998)
- Pericol la End House (Peril at End House, 1932)
- 13 la cină (Thirteen at Dinner, 1933 mai târziu sub titlul Lord Edgware Dies)
- Crima din Orient Express (Murder on the Orient Express, 1934 mai târziu sub titlul Murder in the Calais Coach)
- Tragedie în trei acte (Murder in Three Acts, 1935 mai târziu sub titlul Three Act Tragedy)
- Moarte printre nori (Death in Air, 1935 mai târziu sub titlul Death in the Clouds)
- Ucigașul A.B.C. (The A.B.C. Murders, 1936 mai târziu sub titlul Alphabet Murders)
- Crima din Mesopotamia (Murder in Mesopotamia, 1936)
- Cu cărtile pe masă (Cards on the Table, 1936)
- Moarte pe Nil (Death on the Nile, 1937)
- Martorul mut (Poirot Loses a Client, 1937 mai târziu sub titlul Dumb Witness)
- Triunghiul etern (Murder in the Mews, 1937, cps)
- Întâlnire cu moartea (Appointment with Death, 1938)
- Crăciunul lui Poirot (Murder for Christmas, 1939 mai târziu sub titlurile Hercule Poirot's Christmas și Holiday for Murder)
- Chiparosul trist (Sad Cypress, 1940)
- O supradoză de moarte (Patriotic Murders, 1940 mai târziu sub titlurile One, Two, Buckle My Shoe și Overdose of Death)
- Răul de sub soare (Evil Under the Sun, 1941)
- Cei cinci purceluși (Murder in Retrospect, 1942 mai târziu sub titlul Five Little Pigs)
- Conacul dintre dealuri (Murder after hours, 1946 mai târziu sub titlul The Hollow)
- Muncile lui Hercule (The Labours of Hercules, 1947, cps)
- Duși de val / Cum bate vântul (Taken at the Flood, 1948 mai târziu sub titlul There Is a Tide)
- Doamna McGinty a murit (Mrs McGinty's Dead, 1952 mai târziu sub titlul Blood with tell)
- Dupa înmormântare (After the Funeral, 1953 mai târziu sub titlul Funerals are Fatal)
- Ceasul rău pe strada Hickory (Hickory Dickory Dock, 1955 mai târziu sub titlul Hickory Dickory Death)
- Misterul crimelor înlănțuite (Dead Man's Folly, 1956)
- Pisica printre porumbei (Cat Among the Pigeons, 1959)
- Furtul Bijuteriilor Regale (The Adventure of the Christmas Pudding, 1960, cps)
- Ceasurile (The Clocks,  1963)
- A treia fată (Third Girl, 1966)
- Petrecerea de Halloween (Hallowe'en Party, 1969)
- Elefanții nu uită niciodată (Elephants Can Remember, 1972)
- Primele cazuri ale lui Poirot (Poirot's Early Cases, 1974, cps)
- Cortina (Curtain, scrisă prin circa 1940 publicată in 1975)

## În ordine cronologică

### Anii în poliție ai lui Poirot
- Cutia cu Ciocolată(The Chocolate Box, nuvelă din colecția Primele Cazuri ale lui Poirot)

### Cariera de detectiv particular

#### La scurt timp după ce Poirot fuge în Anglia (1916-1919)
- Misterioasa Afacere de la Styles (The Mysterious Affair at Styles, 1920)
- Răpirea Primului Ministru(The Kidnapped Prime Minister, nuvelă din colecția Poirot: Cazuri Rezolvate)
- Moștenirea LeMesurier(The LeMesurier Inheritance, nuvelă din colecția Primele Cazuri ale lui Poirot)
- Afacerea din Palatul Victoria(The Affair at the Victory Ball, nuvelă din colecția Primele Cazuri ale lui Poirot)

#### Anii `20 (1920-1929)
Poirot se stabilește la Londra și deschide o agenție de detectivi particulari. În această perioadă predomină nuvelele (27 de nuvele și doar 4 romane).
- Dispariția lui Mr Davenheim(The Disappearance of Mr Davenheim, nuvelă din colecția Poirot: Cazuri Rezolvate)
- Crima de pe Plymouth Express(The Plymouth Express, nuvelă din colecția Primele Cazuri ale lui Poirot)
- Aventura Apartamentului Ieftin(The Adventure of the Cheap Flat, nuvelă din colecția Poirot: Cazuri Rezolvate)
- Planurile Submarinului(The Submarine Plans, nuvelă din colecția Primele Cazuri ale lui Poirot)
- Aventura Bucătarului Clapham(The Adventure of the Clapham Cook, nuvelă din colecția Primele Cazuri ale lui Poirot)
- MIsterul din Cornwall (The Cornish Mystery, nuvelă din colecția Primele Cazuri ale lui Poirot)
- Tragedia de la Marsdon Manor(The Tragedy at Marsdon Manor, nuvelă din colecția Poirot: Cazuri Rezolvate)
- Misterul de la Hunters Lodge(The Mystery of the Hunters Lodge, nuvelă din colecția Poirot: Cazuri Rezolvate)
- Aventura Mormântului Egiptean(The Adventure of the Egyptian Tomb, nuvelă din colecția Poirot: Cazuri Rezolvate)
- Furtul Bijuteriilor de la Grand Metropolian(The Jewel Robbery at the Grand Metropolitan, nuvelă din colecția Poirot: Cazuri Rezolvate)
- Păcat Dublu(Double Sin, nuvelă din colecția Primele Cazuri ale lui Poirot)
- Misterul de la Market Basing(The Market Basing Mystery, nuvelă din colecția Primele Cazuri ale lui Poirot)
- Regele de Treflă(The King of Clubs, nuvelă din colecția Primele Cazuri ale lui Poirot)
- Aventura Nobilului Italian(The Adventure of the Italian Nobleman, nuvelă din colecția Poirot: Cazuri Rezolvate)
- Indiciul Dublu(The Double Clue, nuvelă din colecția Primele Cazuri ale lui Poirot)
- Aventura lui Johnny Waverly(The Adventure of Johnny Waverly, nuvelă din colecția Primele Cazuri ale lui Poirot)
- Cazul Testamentului Dispărut(The Case of the Missing Will, nuvelă din colecția Poirot: Cazuri Rezolvate)
- Mina Pierdută(The Lost Mine, nuvelă din colecția Primele Cazuri ale lui Poirot)
- ??? (The Million Dollar Bond Robbery, nuvelă din colecția Poirot: Cazuri Rezolvate)
- Femeia cu Voal(The Veiled Lady, nuvelă din colecția Primele Cazuri ale lui Poirot)
- ??? (The Adventure of the Western Star, nuvelă din colecția Poirot: Cazuri Rezolvate)
- Crima de pe Terenul de Golf (Murder on the Links, 1923)
- Furtul Bijuteriilor Regale(The Adventure of the Christmas Pudding mai târziu sub titlul The Theft Of The Royal Ruby, nuvelă din colecția Furtul Bijuteriilor Regale)
- Misterul Celor Patru (The Big Four, 1927)
- Uciderea lui Roger Ackroyd (The Murder of Roger Ackroyd, 1926)
- Misterul Trenului Albastru (The Mystery of the Blue Train, 1928)
- Apartamentul de la Etajul Trei(The Third Floor Flat, nuvelă din colecția Primele Cazuri ale lui Poirot)
- ??? (The Under Dog, nuvelă din colecția Furtul Bijuteriilor Regale)
- Cuibul de Viespi(Wasp's Nest, nuvelă din colecția Primele Cazuri ale lui Poirot)

#### Anii `30 (1930-1939)
În această perioadă predomină romanele (14 romane,12 nuvele și o piesă de teatru). Cele 12 nuvele fac parte din Muncile lui Hercule, alte nuvele menționate mai jos au fost scrise în altă perioadă dar acțiunea din ele se petrece acum. Piesa de teatru se numește Cafeaua Neagră și a fost scrisă de Agatha Christie, care și-a exprimat dezamăgirea privind felul în care alte romane ale ei au fost adaptate pentru scenă. În 1998, scriitorul Charles Osborne a scris un roman după această piesă de teatru.
- Cafeaua Neagră (Black Coffee, 1998)
- Al doilea Gong(The Second Gong, nuvelă din colecția Misterul Regatta și alte povestiri)
- Misterul Cutiei Spaniole(The Mystery of the Spanish Chest mai târziu sub titlul The Mystery of the Bagdad Chest, nuvelă din colecția Furtul Bijuteriilor Regale și Misterul Regatta și alte povestiri)
- Pericol la End House (Peril at End House, 1932)
- Lordul Edgeware Moare (Thirteen at Dinner, 1933 mai târziu sub titlul Lord Edgware Dies)
- Crima din Mesopotamia (Murder in Mesopotamia, 1936)
- Crima de pe Orient Express (Murder on the Orient Express, 1934 mai târziu sub titlul Murder in the Calais Coach)
- Tragedie în Trei Acte (Murder in Three Acts, 1935 mai târziu sub titlul Three Act Tragedy)
- Moarte printre Nori (Death in Air, 1935 mai târziu sub titlul Death in the Clouds)
- Cum vă Crește Grădina?(How Does Your Garden Grow? , nuvelă din colecția Primele Cazuri ale lui Poirot și Misterul Regatta și alte povestiri)
- Crimele A.B.C. (The A.B.C. Murders, 1936 mai târziu sub titlul Alphabet Murders)
- Martorul Mut (Poirot Loses a Client, 1937 mai târziu sub titlul Dumb Witness)
- Problemă la Mare(Problem at Sea, nuvelă din colecția Primele Cazuri ale lui Poirot și Misterul Regatta și alte povestiri)
- Triunghiul din Rhodes(Triangle at Rhodes, nuvelă din colecția Crima din Mews)
- Crima din Mews(Murder in the Mews, nuvelă din colecția Crima din Mews)
- Cărtile pe Masă (Cards on the Table, 1936)
- Moarte pe Nil (Death on the Nile, 1937)
- Întâlnire cu Moartea (Appointment with Death, 1938)
- Crăciunul lui Hercule Poirot (Murder for Christmas, 1939 mai târziu sub titlurile Hercule Poirot's Christmas și Holiday for Murder)
- Irisul Galben(Yellow Iris, nuvelă din colecția Misterul Regatta și alte povestiri)
- Visul(The Dream, nuvelă din colecția Furtul Bijuteriilor Regale și Misterul Regatta și alte povestiri)
- Un, Doi, Trei (Patriotic Murders, 1940 mai târziu sub titlurile One, Two, Buckle My Shoe și Overdose of Death)
- Chiparosul Trist (Sad Cypress, 1940)
- Leul din Nemea(The Nemean Lion, nuvelă din colecția Muncile lui Hercule)
- Hidra din Lerna(The Learnean Hydra, nuvelă din colecția Muncile lui Hercule)
- Căpriorul din Arcadia(The Arcadian Deer, nuvelă din colecția Muncile lui Hercule)
- Mistrețul din Erymanthus(The Erymanthian Boar, nuvelă din colecția Muncile lui Hercule)
- Grajdurile lui Augias(The Augean Stables, nuvelă din colecția Muncile lui Hercule)
- Păsările Stimfalite(The Stymphalean Birds, nuvelă din colecția Muncile lui Hercule)
- Taurul din Creta(The Cretan Bull, nuvelă din colecția Muncile lui Hercule)
- Iepele lui Diomedes(The Horses of Diomedes, nuvelă din colecția Muncile lui Hercule)
- Cingătoarea lui Hippolita(The Girdle of Hyppolita, nuvelă din colecția Muncile lui Hercule)
- Boii lui Geryon(The Flock of Geryon, nuvelă din colecția Muncile lui Hercule)
- Merele Hesperidelor(The Apples of Hesperides, nuvelă din colecția Muncile lui Hercule)
- Prinderea lui Cerber(The Capture of Cerberus, nuvelă din colecția Muncile lui Hercule)

### După Războaiele Mondiale
Un nou detective intră în scenă, Miss Marple, iar aventurile lui Hercule Poirot se răresc. În 36 de ani Agatha Christie a scris doar 13 romane și o nuvelă.
- Raul de sub Soare (Evil Under the Sun, 1941)
- Douăzeci și patru de Mierle(Four and Twenty Blackbirds, nuvelă din colecția Furtul Bijuteriilor Regale)
- Cinci Porcusori (Murder in Retrospect, 1942 mai târziu sub titlul Five Little Pigs)
- The Hollow (Murder after hours, 1946 mai târziu sub titlul The Hollow)
- Luați de Ape (Taken at the Flood, 1948 mai târziu sub titlul There Is a Tide)
- Doamna McGinty a Murit (Mrs McGinty's Dead, 1952 mai târziu sub titlul Blood with tell)
- Dupa Înmormântare (After the Funeral, 1953 mai târziu sub titlul Funerals are Fatal)
- ??? (Hickory Dickory Dock, 1955 mai târziu sub titlul Hickory Dickory death)
- ??? (Dead Man's Folly, 1956)
- Pisica printre Porumbei (Cat Among the Pigeons, 1959)
- Ceasurile (The Clocks,  1963)
- A treia Fată (Third Girl, 1966)
- Petrecerea de Halloween (Hallowe'en Party, 1969)
- Elefanții țin Minte (Elephants Can Remember, 1972)

### Moartea
- Draperia, ultimul caz al lui Hercule Poirot (Curtain, 1975)